# Werner Schuster (saut à ski)
Pour les articles homonymes, voir Schuster et Werner Schuster.
Werner Schuster, né le 4 septembre 1969 à Hirschegg, Styrie, est un sauteur à ski autrichien.

## Biographie

### Carrière sportive
Il fait ses débuts dans la Coupe du monde en janvier 1986 et monte sur son seul podium en décembre 1987 à Sapporo. Il ne prend part a aucune édition des Championnats du monde ou des Jeux olympiques, à part aux Championnats du monde de vol à ski en 1988.

### Carrière d'entraîneur
En 2007, il devient entraîneur en chef de l'équipe de Suisse. Il y obtient de très bons résultats, grâce notamment à Simon Ammann et Andreas Kuettel. À l'issue de la saison 2008, il quitte son poste pour devenir entraîneur en chef de l'équipe d'Allemagne et le reste jusqu'en 2019, année où les Allemands remportent son premier titre sous sa tutelle.
Il commence à travailler en tant que co-commentateur de saut à ski sur Eurosport en 2020-2021.

## Vie privée
Werner Schuster est le père de Jannik Schuster, footballeur professionnel. Son autre fils Jonas pratique également le saut à ski, tout comme le faisait son père, Willy.

## Palmarès

### Championnats du monde de vol à ski
| Épreuve / Édition | Oberstdorf 1988 |
| Individuel        | 7e              |

### Coupe du monde
- Meilleur classement général : 26e en 1988.
- 1 podium individuel : 1 deuxième place.